# Politikens filmjournal 097
|  | Denne artikel er oprettet af botten Steenthbot ud fra en ekstern database. Den kan derfor have sproglige fejl eller mangler. Denne skabelon kan fjernes efter kontrol af indholdet. |

Politikens filmjournal 097 er en dansk dokumentarisk optagelse fra 1951.

## Handling
1) Dronning Juliana af Nederlandene og prins Bernhard på officielt besøg i Luxemburg.

2) Sveriges statsminister Tage Erlander fylder 50 år. Fhv. statsminister Hans Hedtoft, den finske statsminister Fagerholm og den norske statsminister Gerhardsen kommer med gaver og lykønskninger.

3) Oliekrisen i Iran. Delegerede fra Nationaliseringskommissionen flyver fra Teheran for at forhandle med det engelsk-persiske olieselskab.

4) Canada: Katastrofebrand i Montreal. 39 mennesker omkommer.

5) Frk. Skærsommer 1951 kåres på Hotel Marienlyst i Helsingør. Konkurrencen er arrangeret af Ekstra Bladet og SAS. Med i dommerkomitéen er bl.a. skuespillerne Osvald Helmuth, Ole Monty, Carl Fischer, Elga Olga og Lily Broberg.

6) Frankrig: Luftakrobatik på Eiffel-tårnet i Paris.

7) Dansk Derby 1951 på Klampenborg Galopbane i Ordrup.

## Medvirkende
- Ole Monty
- Carl Fischer
- Lily Broberg
- Osvald Helmuth